# أهيليت
الأهيليت (Aheylite) هو معدن فوسفات نادر يحمل الصيغة (Fe2+Zn)Al6[(OH)4|(PO4)2]2•4(H2O). ويوجد على هيئة كتل بلورية ثلاثية الميل لونها أزرق شاحب إلى أخضر شاحب. وقد أصبح معدن الأهيليت أحدث عضو في مجموعة الـفيروز عام 1984 من خلال اللجنة الدولية المتحدة للمعادن على المعادن الجديدة وأسماء المعادن.

## التركيب
تحمل مجموعة الفيروز الصيغة الأساسية A0-1B6(PO4)4-x(PO3OH)x(OH)8•4H2O. وتحتوي هذه المجموعة على خمسة معادن أخرى. فبالإضافة إلى الأهيليت: يوجد الـبلانيريت والـفيروز والـفاستيت والـتشالكوسيديريت وتناظر Fe2+-Fe3+ الذي ليس له اسم. يتميز الأهيليت في هذه المجموعة بأن له سيطرة Fe2+ في الموقع «أ». ويحمل الأهيليت المثالي الصيغة Fe2+Al6(PO4)4(OH)8•4H2O، ولونه أزرق أو أخضر شاحب. ويقال في عائلة الفيروز أن اللون الأزرق يأتي من التنسيق ثماني السطوح لـCu2+ في غياب Fe3+.

## الاسم والاكتشاف
تم وصفه لأول مرة لوجوده في منجم هوانوني، هوانوني، قسم أورورو، بوليفيا، وسُمي باسم ألين هييل (1918–2008)، وهو جيولوجي اقتصادي يعمل في الماسح الجيولوجي الأمريكي. وقد اكتشفه يوجين فوورد وجوزيف تاغارت.

## الوجود
بالإضافة إلى نوع التجمع في بوليفيا، أفادت التقارير في بالي لو احتمالية وجوده في المدى الجدي، بـأستراليا الغربية ومنجم ليه مونتمينز، أوفرن، بـفرنسا.
ويقع المعدن في مجموعة الـفيروز ويوجد كمرحلة حرارية مائية في رواسب الـقصدير المرتبط بالـفاريسيت والـفيفيانيت والـوافيليت والـكاسيتريت والـسفاليريت والـبيريت والـمرو في نوع التجمع.

## الخصائص المادية
وُجد هذا المعدن على هيئة كتلة معزولة من نصفي الكرة الأرضية وتجمع الأجسام الكروية معًا. وله صقل زجاجي إلى معتم، كما له صدع مثلم إلى منشق وصلابته هشة. وتصل درجة صلابته إلى 5-5.5، والكثافة النوعية له هي 2.84. وفيما يخص الخصائص البصرية، للمعدن رقائق رفيعة؛ لونها أزرق شاحب، أخضر إلى أزرق-أخضر؛ وأثره لونه أبيض، وله صقل شبه زجاجي.